# Torneo Clausura 2023 Sub-18 Femenina de Costa Rica
El Torneo Clausura 2023 Sub-18 Femenina de Costa Rica fue la categoría juvenil de la Primera División Femenina de Costa Rica, la competición es denominada Torneo Alto Rendimiento Energil por motivos de patrocinio. El torneo lo organiza la Unión Femenina de Fútbol de Costa Rica (UNIFFUT).
El Torneo de Alto Rendimiento está compuesto por categoría sub-18, pero debido al reglamento se pueden utilizar 4 jugadoras nacidas en el 2004.

## Sistema de competición
El torneo de alto rendimiento, está conformado en dos partes:
- Fase de clasificación: Se integra por las 14 jornadas del torneo.
- Fase final: Se integra por los partidos de semifinal y final.

### Fase de clasificación
En la fase de clasificación se observa el sistema de puntos. La ubicación en la tabla general, está sujeta a las siguientes condiciones:
- Por juego ganado se obtendrán tres puntos.
- Por juego empatado se obtendrá un punto.
- Por juego perdido no se otorgan puntos.

En esta fase participan los 8 clubes del alto rendimiento jugando en cada torneo todos contra todos durante las 14 jornadas respectivas, a visita recíproca.
El orden de los clubes al final de la fase de clasificación del torneo corresponderá a la suma de los puntos obtenidos por cada uno de ellos y se presentará en forma descendente. Si al finalizar las 14 jornadas del torneo, dos o más clubes estuviesen empatados en puntos, su posición en la tabla general será determinada atendiendo a los siguientes criterios de desempate:
1. Mayor diferencia positiva general de goles. Este resultado se obtiene mediante la sumatoria de los goles anotados a todos los rivales, en cada campeonato menos los goles recibidos de estos.
2. Mayor cantidad de goles a favor, anotados a todos los rivales dentro de la misma competencia.
3. Mejor puntuación particular que hayan conseguido en las confrontaciones particulares entre ellos mismos.
4. Mayor diferencia positiva particular de goles, la cual se obtiene sumando los goles de los equipos empatados y restándole los goles recibidos.
5. Mayor cantidad de goles a favor que hayan conseguido en las confrontaciones entre ellos mismos.
6. Como última alternativa, la UNIFFUT realizaría un sorteo para el desempate.

Para determinar los lugares que ocuparán los clubes que participen en la fase final del torneo se tomará como base la tabla de clasificación de cada competición.
Participan por el título de campeón los cuatro primeros clubes de la tabla general de clasificación al término de las 14 jornadas.

### Fase final
Los cuatro clubes calificados para esta fase del torneo serán reubicados de acuerdo con el lugar que ocupen en la tabla general al término de la jornada 14, con el puesto del número uno al club mejor clasificado, y así hasta el número cuatro. Los partidos a esta fase se desarrollarán a visita, en las siguientes etapas:
- Semifinales
- Final

Los clubes vencedores en los partidos de semifinal serán aquellos que en los dos juegos anoten el mayor número de goles. De existir empate en el número de goles anotados, se darán los lanzamientos desde el punto de penal para definir al vencedor.
Los partidos de semifinales se jugarán de la siguiente manera:
En la final participarán los dos clubes vencedores de las semifinales, donde el equipo que cierra la serie será aquel que haya conseguido la mejor posición en la tabla.

## Equipos participantes

### Equipos por provincia
|           | \| Provincia \| N.º \| Equipos \| \| --------- \| --- \| ---------------------------------------------------------------- \| \| San José \| 4 \| Dimas Escazú, Deportivo Saprissa, Sporting F. C. y Pérez Zeledón \| \| Alajuela \| 2 \| L. D. Alajuelense y Cofutpa U San José \| \| Limón \| 1 \| Municipal Pococí \| \| Heredia \| 1 \| C. S. Herediano \| |                                                                  |
| Provincia | N.º | Equipos                                                          |
| San José  | 4 | Dimas Escazú, Deportivo Saprissa, Sporting F. C. y Pérez Zeledón |
| Alajuela  | 2 | L. D. Alajuelense y Cofutpa U San José                           |
| Limón     | 1 | Municipal Pococí                                                 |
| Heredia   | 1 | C. S. Herediano                                                  |

## Tabla de posiciones
| Pos. | Equipo                  | Pts. | PJ | G | E | P  | GF | GC | Dif. |
| ---- | ----------------------- | ---- | -- | - | - | -- | -- | -- | ---- |
| 1    | Dimas Escazú            | 30   | 14 | 9 | 3 | 2  | 36 | 13 | +23  |
| 2    | L. D. Alajuelense       | 29   | 14 | 9 | 2 | 3  | 51 | 23 | +28  |
| 3    | Deportivo Saprissa      | 27   | 14 | 9 | 0 | 5  | 46 | 27 | +19  |
| 4    | Municipal Pococí        | 26   | 14 | 8 | 2 | 4  | 34 | 30 | +4   |
| 5    | Sporting F. C.          | 24   | 14 | 7 | 3 | 4  | 49 | 32 | +17  |
| 6    | C. S. Herediano         | 11   | 14 | 3 | 2 | 9  | 27 | 34 | −7   |
| 7    | Municipal Pérez Zeledón | 7    | 14 | 1 | 4 | 9  | 21 | 32 | −11  |
| 8    | Cofutpa U San José      | 6    | 14 | 2 | 0 | 12 | 10 | 84 | −74  |

 Fuente: UNIFFUT

## Tabla general
| Pos. | Equipo                  | Pts. | PJ | G  | E | P  | GF  | GC  | Dif. | Clasificación |
| ---- | ----------------------- | ---- | -- | -- | - | -- | --- | --- | ---- | ------------- |
| 1    | Dimas Escazú            | 63   | 28 | 19 | 6 | 3  | 68  | 28  | +40  | Semifinales   |
| 2    | L. D. Alajuelense       | 59   | 28 | 18 | 5 | 5  | 87  | 39  | +48  | Semifinales   |
| 3    | Sporting F. C.          | 55   | 28 | 17 | 4 | 7  | 107 | 56  | +51  | Semifinales   |
| 4    | Deportivo Saprissa      | 54   | 28 | 18 | 0 | 10 | 90  | 52  | +38  | Semifinales   |
| 5    | Municipal Pococí        | 39   | 28 | 12 | 3 | 13 | 58  | 65  | −7   |               |
| 6    | C. S. Herediano         | 24   | 28 | 7  | 3 | 18 | 52  | 71  | −19  |               |
| 7    | Municipal Pérez Zeledón | 19   | 28 | 4  | 7 | 17 | 40  | 61  | −21  |               |
| 8    | Cofutpa U San José      | 9    | 28 | 3  | 0 | 25 | 25  | 155 | −130 |               |

 Fuente: UNIFFUT

## Fase final

### Cuadro de desarrollo
|  | Semifinales 22 y 23 de noviembre (ida) 25 y 28 de noviembre (vuelta) | Semifinales 22 y 23 de noviembre (ida) 25 y 28 de noviembre (vuelta) | Semifinales 22 y 23 de noviembre (ida) 25 y 28 de noviembre (vuelta) | Semifinales 22 y 23 de noviembre (ida) 25 y 28 de noviembre (vuelta) | Semifinales 22 y 23 de noviembre (ida) 25 y 28 de noviembre (vuelta) |   |    | Final 2 de diciembre (ida) 9 de diciembre (vuelta) | Final 2 de diciembre (ida) 9 de diciembre (vuelta) | Final 2 de diciembre (ida) 9 de diciembre (vuelta) | Final 2 de diciembre (ida) 9 de diciembre (vuelta) | Final 2 de diciembre (ida) 9 de diciembre (vuelta) |
|  |                                                                      |                                                                      |                                                                      |                                                                      |                                                                      |   |    |                                                    |                                                    |                                                    |                                                    |                                                    |
|  | 1                                                                    | Dimas Escazú                                                         | 1                                                                    | 1                                                                    | 2                                                                    |   |    |                                                    |                                                    |                                                    |                                                    |                                                    |
|  | 4                                                                    | Deportivo Saprissa                                                   | 1                                                                    | 2                                                                    | 3                                                                    |   |    |                                                    |                                                    |                                                    |                                                    |                                                    |
|  |                                                                      |                                                                      |                                                                      |                                                                      |                                                                      |   | F1 | L. D. Alajuelense                                  | 2                                                  | 3                                                  | 5                                                  |                                                    |
|  |                                                                      | F2                                                                   | Deportivo Saprissa                                                   | 2                                                                    | 3                                                                    | 5 |    |                                                    |                                                    |                                                    |                                                    |                                                    |
|  | 2                                                                    | L. D. Alajuelense                                                    | 3                                                                    | 1                                                                    | 4                                                                    |   |    |                                                    |                                                    |                                                    |                                                    |                                                    |
|  | 3                                                                    | Sporting F. C.                                                       | 2                                                                    | 1                                                                    | 3                                                                    |   |    |                                                    |                                                    |                                                    |                                                    |                                                    |

### Semifinales

#### Sporting F. C. vs. L. D. Alajuelense
| 22 de noviembre | Sporting F. C. | 2:3     | L. D. Alajuelense | Estadio Ernesto Rohrmoser, Pavas |  |
| 13:00           |                | Reporte |                   |                                  |  |

| 25 de noviembre | L. D. Alajuelense | 1:1 (Global 4:3) | Sporting F. C. | Centro de Alto Rendimiento, Turrúcares |  |
| 15:00           |                   | Reporte          |                |                                        |  |

#### Dimas Escazú vs. Deportivo Saprissa
| 28 de noviembre | Dimas Escazú | 1:2 (Global 2:3) | Deportivo Saprissa | Estadio Nicolás Masís, Escazú |  |
| 18:00           |              | Reporte          |                    |                               |  |

| 23 de noviembre | Deportivo Saprissa | 1:1     | Dimas Escazú | Complejo Deportivo "Beto" Fernández, Curridabat |  |
| 19:30           |                    | Reporte |              |                                                 |  |

### Final

#### Deportivo Saprissa vs. L. D. Alajuelense
| 2 de diciembre | Deportivo Saprissa | 2:2     | L. D. Alajuelense | Complejo Deportivo "Beto" Fernández, Curridabat |  |
| 10:00          |                    | Reporte |                   |                                                 |  |

| 9 de diciembre | L. D. Alajuelense | 3:3 (Global 5:5) | Deportivo Saprissa | Centro de Alto Rendimiento, Turrúcares |  |
| 13:00          |                   | Reporte          |                    |                                        |  |

Nota: El partido se definió en tandas de penales, siendo el Deportivo Saprissa campeón del campeonato.